# Rino
Rino (りの?) (12 de marzo de 1981 - ) es una seiyu japonesa asociada con el grupo de actores de voz Ōsawa Jimusho. Su anterior nombre era Rino Suzuki (鈴木 梨乃?).

## Roles protagonizados
- Maria-sama ga Miteru - Shizuka Kanina (2004)
- Lupin III: Operation: Return the Treasure - Anita (2003)

## Canciones
En la serie Maria-sama ga Miteru interpretó a capela la composición musical Ave María, del francés Charles Gounod.   